# عنعنة (علم الحديث)
العنعنة في سياق علم الحديث هي استعمال لفظ الأداء «عن» في رواية الحديث، والسند المعنعن هو السند الذي استُعمل فيه لفظ الأداء «عن»، فيُقال فيه: روى فلان عن فلان عن فلان، وهو نوع من أنواع السند المتصل بشرط لقاء الراوي لمن روى عنه بالعنعنة، وبراءة الراوي من التدليس. والحديث المعنعن هو الحديث الذي يكون سنده مروي بالعنعنة.

## مثاله
مارواه مالك عن أبي الزناد عن الأعرج عن أبي هريرة أن رسول الله ﷺ قال: «يتعاقبون فيكم ملائكة بالليل وملائكة بالنهار، ويجتمعون في صلاة الفجر وصلاة العصر، ثم يعرج الذين باتوا فيكم، فيسألهم وهو أعلم بهم: كيف تركتم عبادي؟ فيقولون: تركناهم وهم يصلون، وأتيناهم وهم يصلون»
فهنا نرى أن السند جاء في شكل عنعنة، أي استُعمل فيه لفظ الأداء «عن» كما يلي:

## حكمه
عد بعض العلماء السند المعنعن من قبيل السند المنقطع حتى يتبين اتصاله بالتصريح بالسماع ونحوه، والصحيح رأي جماهير أئمة أهل الحديث أنه سند متصل لكن بشرطين:
1. أن يثبت لقاء الراوي لمن روى عنه بالعنعنة
2. سلامة الراوي من التدليس

فإذا استوفى الراوي بالعنعنة كلا الشرطين صار السند مساويا للسند الذي يُصرح فيه الراوي بالسماع من شيخه مثل: «حدثني فلان»، «سمعت فلان»، لأن الرواي إذا تحقق فيه الشرطان فإنه لن يروي شيئا لم يسمعه ممن لقيه، فيكون قوله « فلان عن فلان» على ظاهر الاتصال حتى يثبت خلاف ذلك.
وقد اختلف العلماء  في مسألة ثبوت اللقاء على أقوال:
- فمنهم من اشترط طول الصحبة بين الراوي وشيخه، وهذا قول أبي المظفر السمعاني.
- ومنهم من اشترط أن يكون الراوي معروفا بالرواية عن شيخه، وهو قول أبي عمرو الداني.
- ومنهم من اشترط ثبوت اللقاء مرة واحدة، وذكر بعضهم أن هذا مذهب ابن المديني، والبخاري، ونسبه ابن رجب إلى المحققين، وذكر أقوالا عن كثير منهم، وبين أنها أخص من كلام ابن المديني، والبخاري.
- ومنهم من اقتصر على إمكانية اللقاء، وهو مذهب الإمام مسلم، وادعى الإجماع فيه